# Norodom

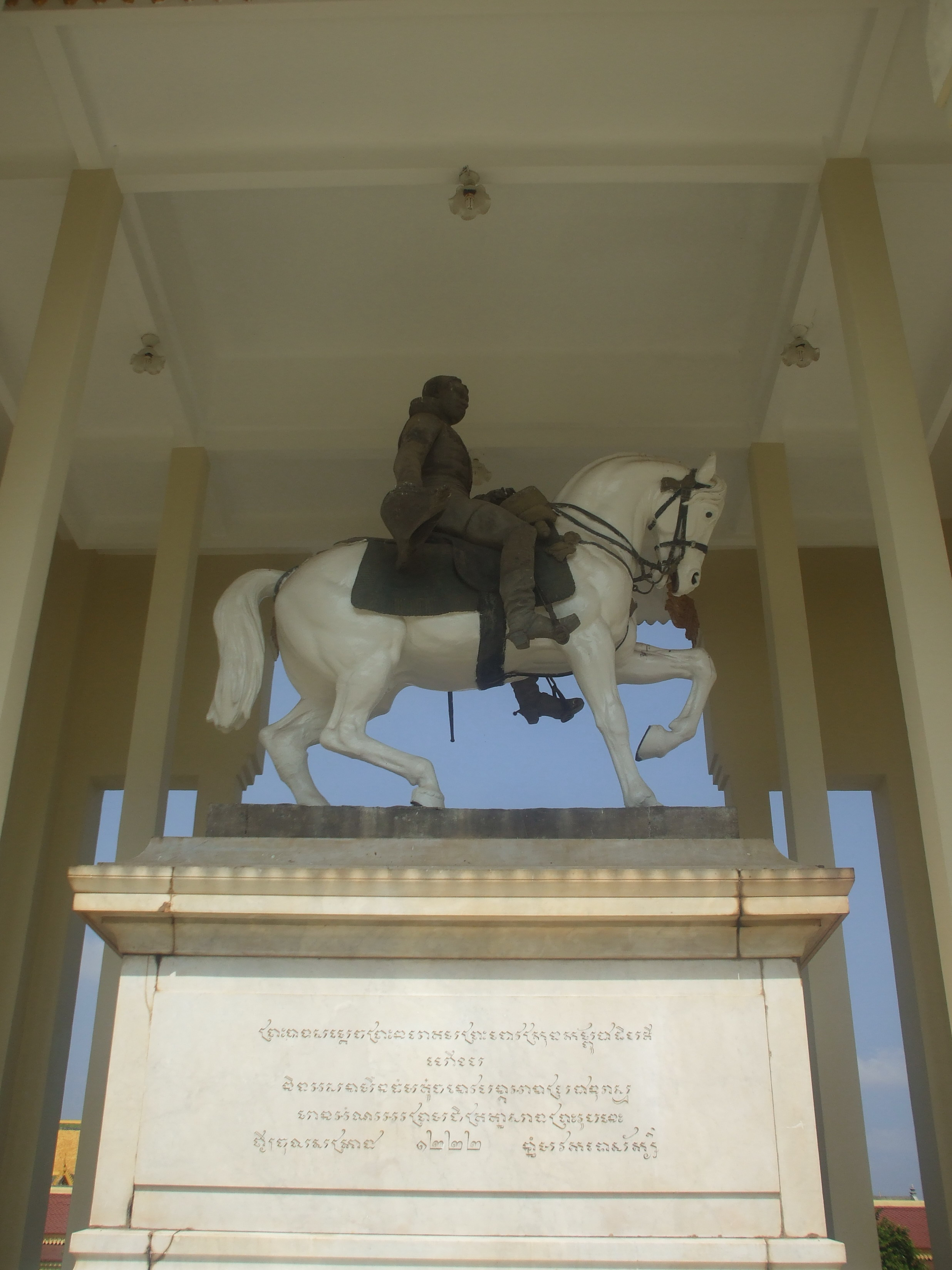
Tượng vua Norodom I trong hoàng cung Campuchia

Norodom (1834-1904), còn có tên là Ang Vody (Norodom là tên hiệu khi lên ngôi, sách sử cũ của Việt Nam gọi Ang Vody là Nặc Ông Lân hoặc Nặc Lân), là vua Campuchia từ năm 1860 đến năm 1904. Ông là con trai của vua Ang Duong (Nặc Đôn), là anh trai cùng cha khác mẹ với hoàng tử Si Votha cũng như vua Sisowath.

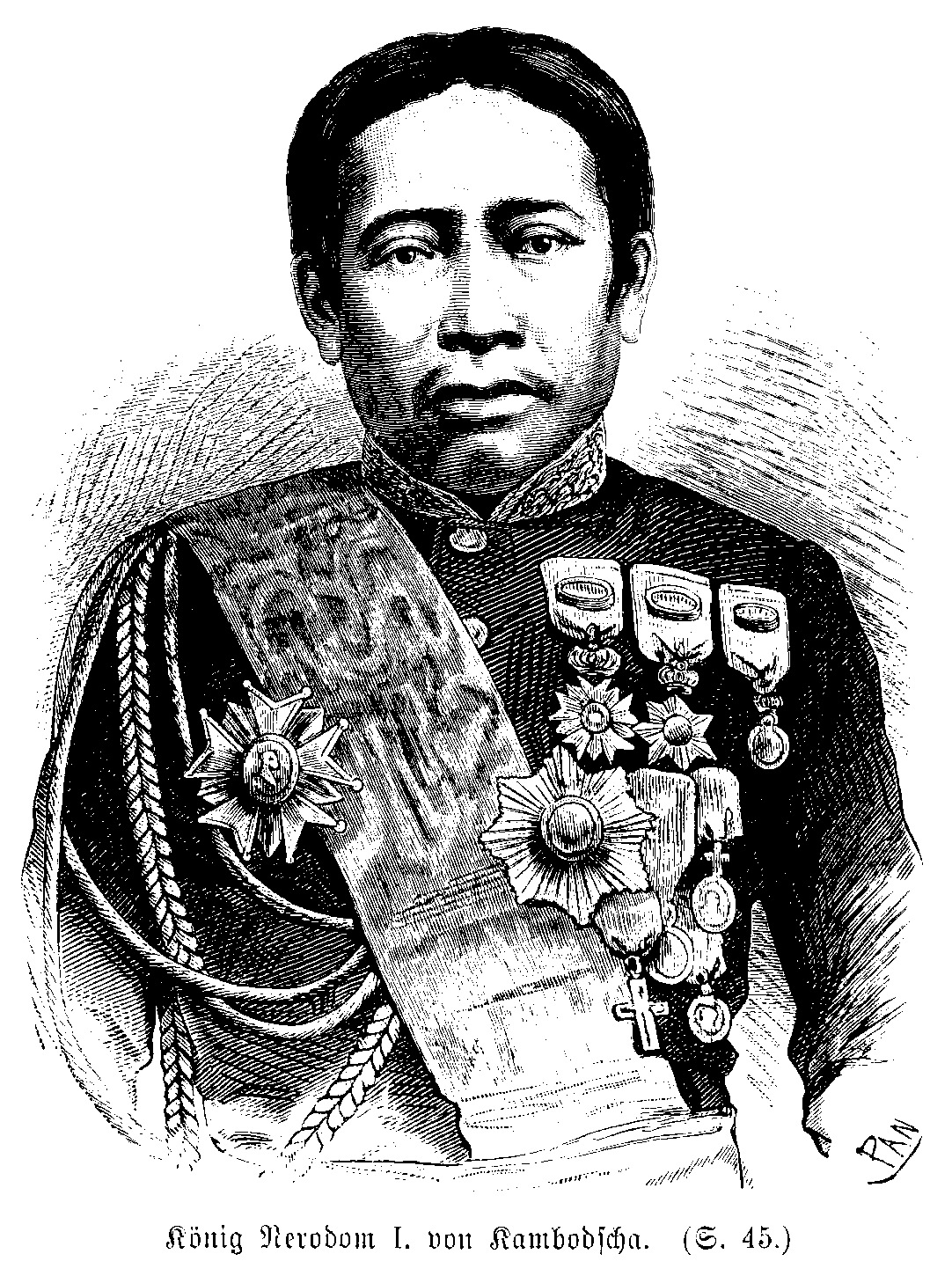
Chân dung Norodom I.

## Tiểu sử
Khi Ang Vody được sinh ra, Campuchia đang nằm dưới quyền kiểm soát của Đại Nam và Xiêm.
Hai nước mạnh hơn này đã chia đôi đất nước Campuchia nhưng gia đình hoàng gia Ang Duong sống ở khu vực thuộc Xiêm kiểm soát. Đại Nam và Xiêm liên tục giao chiến trên lãnh thổ của Cao Miên để tranh giành quyền kiểm soát.
Kinh đô của Cao Miên là Oudong và là khu vực bị kiểm soát bởi Xiêm La. Hoàng thân Norodom được cha mình gửi qua học ở Bangkok, nơi ông theo học kinh Phật cũng như ngôn ngữ Pali cổ.

## Ký hiệp định bảo hộ
Sau khi vua cha Ang Duong mất năm 1860, Ang Vody là con trưởng lên nối ngôi, đặt hiệu là Norodom I.
Tuy nhiên, cha ông là Ang Duong trước khi chết đã để xảy ra bạo loạn với người Chăm ở đất Campuchia. Trước đó, năm 1858, một sứ giả của vua Ang Duong là Udkana Yodhasangram (Yuthea Sangkream) được cử đến thương thuyết nhưng bị quân Chăm phản loạn giết chết. Ang Duong mang 10,000 quân đến đánh, giết được nhiều thủ lĩnh Chăm, giải tán Ponhea Lu và tuyên án khổ sai cho hơn 6,000 người khác. Gia đình những người Chăm còn lại bị đày sang các tỉnh Pursat, Lovek, Kompong Tralach, Kompong Luong và khu vực giữa Tonlé Sap và Phnôm Pênh, đạo Hồi bị cấm truyền bá. Một thủ lĩnh Chăm Java dẫn hàng ngàn người Chăm Java chạy sang Châu Đốc tị nạn và giúp nhà Nguyễn tấn công các vị vua Khmer chống người Việt và người Chăm.
Đến năm 1861 (tân dậu), thì người em là hoàng tử Sivotha nổi lên tranh ngôi. Sivattha được người Chăm hậu thuẫn chiếm thủ đô Oudong buộc Norodom phải chạy sang Xiêm.
Năm 1863, Xiêm buộc Norodom lên ngôi ở tỉnh Battambang (lúc đó vẫn do Xiêm kiểm soát) và do Xiêm bảo hộ.
Năm 1867, Pháp sau khi đã chiếm phần lớn nước Việt Nam, quay sang đòi Xiêm nhượng quyền bảo hộ Chân Lạp cho Pháp.Xiêm đưa Norodom về nước, đóng ở Oudong để ký hiệp ước chuyển quyền bảo hộ Cao Miên cho Pháp.
Năm 1868, Norodom lại lên ngôi thêm lần nữa nhưng dưới sự bảo hộ của Pháp.
Năm 1904, khi Norodom băng hà, em trai là Sisowath đã lên ngôi vua Cambodia.

Tuy nhiên, theo Nguyễn Văn Huy thì:
Năm 1861 triều đình Khmer lại có loạn, Norodom (Narottam hay Nặc Ông Lân), con vua Ang Duong, vừa lên ngôi thì bị hai em là hoàng tử Sisowath (Preah Kevea hay Ang Sor) và hoàng thân Sivattha (Sivotha) tranh ngôi. Sivattha được người Chăm hậu thuẫn chiếm thành Udong, Norodom chạy qua Bangkok, thủ đô Xiêm La lánh nạn. Tại đây, Norodom kêu gọi người Chăm tại Châu Đốc qua giúp. Nhân dịp này, với sự có mặt của quân Pháp tại Nam kỳ, cộng đồng người Chăm tại Châu Đốc yêu cầu quân Pháp chiếm luôn Chân Lạp với hy vọng được tự do truyền bá đạo Hồi. Năm 1862 Norodom được người Pháp và người Chăm đưa về nước giành lại ngôi vua, nhưng Chân Lạp vẫn bị đặt dưới quyền bảo hộ của Xiêm La. Năm 1864, Pháp đuổi quyền Xiêm ra khỏi lãnh thổ và đứng ra bảo hộ Chân Lạp trực tiếp, đổi tên nước là Cambodge. 
 Dân chúng Khmer, không tán thành việc này, nổi lên chống lại triều đình. Một nhân sĩ Khmer tên Assoua, tự nhận là hoàng tử Ang Phim, cháu vua Ang Duong, kêu gọi người Khmer chống Norodom. Trong cuộc tranh chấp này, cộng đồng người Chăm bị chia rẽ. Người Chăm tại Kompong Cham theo Assoua; người Chăm tại Châu Đốc theo Pháp ủng hộ Norodom. Vùng biên giới phía cực nam Việt Nam trở thành vùng tranh chấp giữa người Khmer, người Việt và người Chăm. Người Chăm muốn thành lập một tiểu vương quốc Hồi giáo tại Hà Tiên, chấp nhận triều cống Cao Miên và nhận Pháp bảo hộ. Cambodge xác nhận Hà Tiên là lãnh thổ của họ và người Việt nói Hà Tiên là một thị xã của miền Nam từ lâu đời. Sau cùng Pháp sáp nhập Hà Tiên vào lãnh thổ Nam kỳ. Trong khi đó, tại Cambodge, triều thần muốn đưa hoàng tử Sisowath lên thay. Bị cô lập, Norodom giao cho Samdech Chau Ponhea, một tướng Chăm, bảo vệ vòng đai thành Udong nhưng sau cùng phải giao cho Brière de l Isle, một sĩ quan Pháp, đảm nhiệm vì trong phe phản loạn cũng có người Chăm do đó rất khó phân biệt. Sau cùng Samdech Chau Ponhea được giao bảo vệ hậu cung. Năm 1865, một tu sĩ Phật giáo tên Pou Kombo (tự nhận là hoàng tử Ang Phim, con vua Ang Chan, cháu vua Ang Duong) cùng với 2,000 người Chăm tại Châu Đốc nổi lên chống lại Norodom, bao vây thành Udong. Khoảng 1,000 người Chăm khác từ Châu Đốc theo quân Pháp sang bảo vệ thành Udong. Pou Kombo chạy sang Châu Đốc và Tây Ninh tị nạn. 
 Sau khi chiêu mộ thêm binh sĩ Chăm và Khmer, ngày 17-12-1866, Pou Kombo tiến vào Udong. Quân Khmer bỏ chạy, chỉ còn quân Chăm của Samdech Chau Ponhea ở lại tử thủ. Nhưng qua ngày hôm sau, hơn 500 quân Chăm của Pou Kombo bỏ theo Chau Ponhea vì lý do tôn giáo (Pou Kombo là một nhà sư Phật giáo). Hoàng tử Sisowath (Preah Kevea), được cả người Khmer và người Chăm tại Kompong Cham lẫn Châu Đốc ủng hộ, đứng ra lãnh đạo cuộc phản công chống Pou Kombo. Tháng 12-1867, quân phản loạn bị bao vây tại Kompong Thom, Pou Kombo bị giết. Pháp rất hài lòng về sự dũng cảm và sự trung thành của quân Chăm Hồi Giáo ở Châu Đốc, buộc Norodom phải khen thưởng xứng đáng.